# Parupeneus crassilabris
Parupeneus crassilabris (Valenciennes, 1831) è un pesce della famiglia Mullidae.

## Distribuzione e habitat
Proviene dalle barriere coralline dell'oceano Pacifico e dell'oceano Indiano, in particolare da Tonga, Isole Caroline e Figi. Nuota in zone ricche di coralli, spesso costiere; si spinge fino a 80 m di profondità.

## Descrizione
Presenta un corpo leggermente compresso sull'addome come la maggior parte dei Parupeneus. La colorazione è pallida, grigia giallastra, con tre macchie scure ampie di cui una sull'occhio. Non supera i 38 cm.

## Biologia

### Alimentazione
Si nutre di pesci più piccoli e di crostacei come isopodi, copepodi (Calanoida), granchi (Xanthidae, Portunidae) e Galatheidae.

### Predatori
È spesso preda di Synodus variegatus.